# やらまいか!
『やらまいか!』は、NHK総合テレビジョンの「土曜ドラマ」枠で1995年9月2日に放送されたスペシャルドラマ。
本田技研工業創業者の本田宗一郎の伝記をモデルに描いた作品である。NHK名古屋放送局開局70周年記念番組。

## あらすじ
本間光一郎は、原動機付自転車を製造してヒットさせるなど発明の才を発揮したが、一方で夜中に屋台のラーメンのチャルメラがうるさい！と妻に怒鳴りつけ、そのラーメン屋のラーメン全てを買い付ける等、夢中になると何も見えなくなるような人物だった。お金には疎い宗一郎に、お金のことは任せてくれと経理の担い手が現れる。
箱根の山を登れる国産車を製作することを実現し、空冷エンジンにこだわり続けた、晩年は音で車の種類を当てていたが、やがて聞こえずに種類も解らなくなり最期を迎える。

## キャスト
出典はテレビドラマデータベース。
- 本間ふみ - 毬谷友子
- 本間光一郎 - 矢崎滋
- 本間光次郎 - 野口五郎
- 田渕好夫 - 堤大二郎
- 藤原武志 - 長塚京三
- 斎藤洋介

## スタッフ
出典はテレビドラマデータベース
- 作本 - 佐伯俊道
- 音楽 - 菅野由弘
- 演出 - 門脇正美
- 制作 - 加藤邦英
- 製作 - NHK

## 受賞
- 第33回ギャラクシー賞奨励賞[1]。